# United Cup 2025
United Cup 2025 a fost cea de-a treia ediție a United Cup, un turneu internațional de tenis mixt pe terenuri cu suprafață dură, în aer liber, susținut de Asociația Profesioniștilor din Tenis (ATP) și Asociația de Tenis pentru Femei (WTA). Servind drept deschidere pentru Circuitul ATP 2025 și Circuitul WTA 2025, acesta a avut loc în perioada 27 decembrie 2024 – 5 ianuarie 2025 în două locații din orașele australiene Perth și Sydney. United Cup oferă jucătorilor săi atât puncte de clasament ATP, cât și puncte de clasament WTA: un jucător poate câștiga un maxim de 500 de puncte.
Statele Unite au câștigat titlul, învingând Polonia cu 2-0 în finală. Echipa Germaniei a fost campioana en-titre, dar a fost învinsă în sferturile de finală de echipa Kazahstanului. Echipa germană a fost slăbită de accidentarea numărului doi mondial Alexander Zverev, care s-a retras înainte de sferturile de finală din cauza unei întinderi de biceps.

## Format
Cele 18 echipe naționale participante sunt împărțite în șase grupe de bază, fiecare grupă având trei țări membre. Fiecare locație – Perth și Sydney – găzduiește câte trei grupe. Faza grupelor se desfășoară într-un format tur-retur, în prima săptămână a turneului. Fiecare meci interstatal include două probe de simplu masculin, două de simplu feminin și o finală de dublu mixt. În fiecare sesiune va avea loc un meci de simplu masculin și un meci de simplu feminin. Meciul de dublu mixt va avea loc întotdeauna în sesiunea de seară. 
O echipă condusă de un căpitan poate fi formată din până la patru bărbați și patru femei, cărora li se atribuie puncte în clasamentele ATP și WTA conform categoriilor ATP 500 și WTA 500.
Câștigătorii fiecărei grupe și cea mai bună vicecampioană a unui oraș vor avansa în sferturile de finală. Va fi alocată o zi de deplasare înainte de semifinalele și finala care vor avea loc la Sydney.

## Locuri de desfășurare
Perth și Sydney vor găzdui fiecare câte trei grupe de câte trei țări în format tur-retur și două sferturi de finală. Sydney a găzduit semifinalele și finala în ultimele două zile ale turneului.
| Imagine | Nume               | Inaugurată | Capacitate | Loc                      | Probe                                                  | Hartă       |
| ------- | ------------------ | ---------- | ---------- | ------------------------ | ------------------------------------------------------ | ----------- |
|         | RAC Arena          | 2012       | 15.500     | Perth, Western Australia | Etapa grupelor, Sferturi de finală                     | SydneyPerth |
|         | Ken Rosewall Arena | 1999       | 10.500     | Sydney, New South Wales  | Etapa grupelor, Sferturi de finală, Semifinale, Finală | SydneyPerth |

## Puncte în clasamentul ATP / WTA
| Rundă              | Puncte per victorie vs. clasament adversar | Puncte per victorie vs. clasament adversar | Puncte per victorie vs. clasament adversar | Puncte per victorie vs. clasament adversar | Puncte per victorie vs. clasament adversar | Puncte per victorie vs. clasament adversar | Puncte per victorie vs. clasament adversar |
| Rundă              | Nr. 1–10                                   | Nr. 11–20                                  | Nr. 21–30                                  | Nr. 31–50                                  | Nr. 51–100                                 | Nr. 101–250                                | Nr. 251+                                   |
| ------------------ | ------------------------------------------ | ------------------------------------------ | ------------------------------------------ | ------------------------------------------ | ------------------------------------------ | ------------------------------------------ | ------------------------------------------ |
| Finală             | 180                                        | 140                                        | 120                                        | 90                                         | 60                                         | 40                                         | 35                                         |
| Semifinale         | 130                                        | 105                                        | 90                                         | 60                                         | 40                                         | 35                                         | 25                                         |
| Sferturi de finală | 80                                         | 65                                         | 55                                         | 40                                         | 35                                         | 25                                         | 20                                         |
| Faza grupelor      | 55                                         | 45                                         | 40                                         | 35                                         | 25                                         | 20                                         | 15                                         |

- Maximum 500 de puncte[5]

## Premii în bani
Cupa United 2025 va avea un fond total de premii de 11.170.000. Distribuția a fost împărțită în trei componente: premiu de participare, victorii în meciuri și victorii pe echipe.

### Premiul de participare
| Clasament la simplu | Jucătorul numărul 1 | Jucătorul numărul 2 | Jucătorul numărul 3 |
| ------------------- | ------------------- | ------------------- | ------------------- |
| Nr. 1–10            | 230.000 $           | 210.000 $           | 33.000 $            |
| Nr. 11–20           | 115.000 $           | 105.000 $           | 33.000 $            |
| Nr. 21–30           | 69.000 $            | 52.500 $            | 33.000 $            |
| Nr. 31–50           | 46.000 $            | 31.500 $            | 16.500 $            |
| Nr. 51–100          | 34.500 $            | 21.000 $            | 16.500 $            |
| Nr. 101–250         | 28.750 $            | 15.750 $            | 6.250 $             |
| Nr. 251+            | 23.000 $            | 10.500 $            | 6.600 $             |

| Rundă              | Jucătorul numărul 1 | Dublu mixt |
| ------------------ | ------------------- | ---------- |
| Finală             | $280,250            | $52,800    |
| Semifinale         | $147,500            | $27,650    |
| Sferturi de finală | $77,600             | $14,550    |
| Faza grupelor      | $77,600             | $14,550    |

| Rundă              | $ per echipă |
| ------------------ | ------------ |
| Finală             | $25,850      |
| Semifinale         | $15,250      |
| Sferturi de finală | $8,950       |
| Faza grupelor      | $5,600       |

## Participanți
16 țări s-au calificat pe baza clasamentului ATP/WTA la 14 octombrie 2024 și a angajamentului jucătorilor de a juca la eveniment. Celelalte două echipe s-au calificat pe baza clasamentului ATP/WTA la 18 noiembrie 2024.
Primele 16 țări calificate, cele mai bune 5 din clasamentul ATP, cele mai bune 5 din clasamentul WTA, plus cele mai bune 6 din clasamentul combinat, au fost anunțate la 18 octombrie 2024. Ultimele 2 țări calificate, a 7-a și a 8-a din clasamentul combinat, au fost anunțate la 3 noiembrie 2024.

| Poz. | Țară           | Crit.   | Nr. 1 ATP               | Poz       | Nr. 1 WTA              | Poz.      | Nr. 2 ATP              | Nr. 2 WTA             | Dublu ATP              | Dublu WTA                  | Căpitan                      | Nat.                       |
| ---- | -------------- | ------- | ----------------------- | --------- | ---------------------- | --------- | ---------------------- | --------------------- | ---------------------- | -------------------------- | ---------------------------- | -------------------------- |
| 1    | Statele Unite  | WTA #2  | Taylor Fritz            | 4         | Coco Gauff             | 3         | Denis Kudla            | Danielle Collins      | Robert Galloway        | Desirae Krawczyk           | Michael Russell              | Statele Unite ale Americii |
| 2    | Polonia        | WTA #1  | Hubert Hurkacz          | 16        | Iga Świątek            | 2         | Kamil Majchrzak        | Maja Chwalińska       | Jan Zieliński          | Alicja Rosolska            | Mateusz Terczynski           | Polonia                    |
| 3    | Grecia         | ATP #4  | Stefanos Tsitsipas      | 11        | Maria Sakkari          | 32        | Stefanos Sakellaridis  | Despina Papamichail   | Petros Tsitsipas       | Valentini Grammatikopoulou | Theodoros Angelinos          | Grecia                     |
| 4    | Italia         | WTA #4  | Flavio Cobolli          | 32        | Jasmine Paolini        | 4         | Matteo Gigante         | Sara Errani           | Andrea Vavassori       | Angelica Moratelli         | Renzo Furlan                 | Italia                     |
| 5    | China          | WTA #5  | Zhang Zhizhen           | 45        | Gao Xinyu              | 175       | Bai Yan                | Zhang Shuai           | Sun Fajing             | —                          | Wu Di                        | Republica Populară Chineză |
| 6    | Marea Britanie | Comb #2 | Billy Harris            | 125       | Katie Boulter          | 24        | Jan Choinski           | Lily Miyazaki         | Charles Broom          | Olivia Nicholls            | Alexander Ward               | Great Britain              |
| 7    | Canada         | Comb #3 | Félix Auger-Aliassime   | 29        | Leylah Fernandez       | 31        | Liam Draxl             | Stacey Fung           | Benjamin Sigouin       | Ariana Arseneault          | Félix Auger-Aliassime        | Canada                     |
| 8    | Cehia          | Comb #1 | Tomáš Macháč            | 25        | Karolína Muchová       | 9PR(22)   | Marek Gengel           | Gabriela Knutson      | Patrik Rikl            | Vendula Valdmannová        | Daniel Vacek                 | Cehia                      |
| 9    | Kazahstan      | WTA #3  | Alexander Shevchenko    | 78        | Elena Rîbakina         | 6         | Dmitry Popko           | Zhibek Kulambayeva    | Aleksandr Nedovyesov   | —                          | Aleksandr Nedovyesov         | Kazahstan                  |
| 10   | Franța         | ATP #5  | Ugo Humbert             | 14        | Chloé Paquet           | 123       | Corentin Moutet        | Leolia Jeanjean       | Édouard Roger-Vasselin | Elixane Lechemia           | Fabrice Martin               | Franța                     |
| 11   | Germania       | ATP #1  | Alexander Zverev        | 2         | Laura Siegemund        | 80        | Daniel Masur           | Lena Papadakis        | Tim Pütz               | Vivian Heisen              | Alexander Zverev Sr.         | Germania                   |
| 12   | Australia      | ATP #3  | Alex de Minaur          | 9         | Olivia Gadecki         | 97        | Omar Jasika            | Destanee Aiava        | Matthew Ebden          | Ellen Perez                | Lleyton Hewitt               | Australia                  |
| 13   | Brazilia       | Comb #5 | Thiago Monteiro         | 109       | Beatriz Haddad Maia    | 17        | Gustavo Heide          | Carolina Alves        | Rafael Matos           | Luisa Stefani              | Rafael Paciaroni             | Brazilia                   |
| 14   | Spania         | Comb #4 | Pablo Carreño Busta     | 18PR(196) | Jéssica Bouzas Maneiro | 54        | Carlos Taberner        | Marina Bassols Ribera | Sergio Martos Gornés   | Yvonne Cavallé Reimers     | José Antonio Sánchez de Luna | Spania                     |
| 15   | Norvegia       | ATP #2  | Casper Ruud             | 6         | Malene Helgø           | 404       | Viktor Durasovic       | Ulrikke Eikeri        | —                      | —                          | Christian Ruud               | Norvegia                   |
| 16   | Elveția        | Comb #6 | Dominic Stricker        | 94PR(300) | Belinda Bencic         | 15PR(487) | Rémy Bertola           | Céline Naef           | Jakub Paul             | Conny Perrin               | Sandra Naef                  | Elveția                    |
| 17   | Argentina      | Comb #7 | Tomás Martín Etcheverry | 39        | Nadia Podoroska        | 100       | Thiago Agustín Tirante | María Lourdes Carlé   | Guido Andreozzi        | —                          | Horacio de la Peña           | Argentina                  |
| 18   | Croația        | Comb #8 | Borna Ćorić             | 90        | Donna Vekić            | 19        | Luka Mikrut            | Lucija Ćirić Bagarić  | Ivan Dodig             | Petra Marčinko             | Iva Majoli                   | Croația                    |

1. 1 2 3  Înlocuirea unui jucător retras
2. 1 2  Al treilea jucător de simplu în loc de dublu

### Retrageri
| Cap serie | Țară           | Ass. | Jucător      | Clasam. | Motiv           |
| --------- | -------------- | ---- | ------------ | ------- | --------------- |
| 5         | China          | WTA  | Zheng Qinwen | 5       | Recuperare      |
| 6         | Marea Britanie | ATP  | Jack Draper  | 15      | Leziuni la șold |
| 10        | Franța         | WTA  | Diane Parry  | 63      | Leziuni         |

- Clasamentul la simplu este valabil de la 23 decembrie 2024
- PR = Clasament protejat

## Faza grupelor
Î = Întâlniri, M = Meciuri, S = Seturi
| Grupă | Loc unu        | Loc unu | Loc unu | Loc unu | Loc doi   | Loc doi | Loc doi | Loc doi | Loc trei  | Loc trei | Loc trei | Loc trei |
| Grupă | Țară           | Î       | M       | S       | Țară      | Î       | M       | S       | Țară      | Î        | M        | S        |
| ----- | -------------- | ------- | ------- | ------- | --------- | ------- | ------- | ------- | --------- | -------- | -------- | -------- |
| A     | Statele Unite  | 2–0     | 5–1     | 11–2    | Canada    | 1–1     | 3–3     | 7–7     | Croația   | 0–2      | 1–5      | 2–11     |
| B     | Polonia        | 2–0     | 4–2     | 9–5     | Cehia     | 1–1     | 3–3     | 7–7     | Norvegia  | 0–2      | 2–4      | 5–9      |
| C     | Kazahstan      | 2–0     | 5–1     | 10–4    | Grecia    | 1–1     | 2–4     | 5–10    | Spania    | 0–2      | 2–4      | 7–8      |
| D     | Italia         | 2–0     | 5–0     | 10–1    | Elveția   | 1–1     | 2–4     | 4–8     | Franța    | 0–2      | 1–4      | 3–8      |
| E     | Germania       | 2–0     | 5–1     | 11–4    | China     | 1–1     | 4–2     | 9–6     | Brazilia  | 0–2      | 0–6      | 2–12     |
| F     | Marea Britanie | 1–1     | 3–3     | 7–6     | Australia | 1–1     | 3–3     | 6–6     | Argentina | 1–1      | 3–3      | 6–7      |

### Grupa A
Oraș gazdă: Perth
| Poz. | Țară          | Întâlniri C-P | Meciuri C-P | Seturi        | Jocuri         |
| ---- | ------------- | ------------- | ----------- | ------------- | -------------- |
| 1    | Statele Unite | 2–0           | 5–1         | 11–2 (84.62%) | 76–49 (60.8%)  |
| 2    | Canada        | 1–1           | 3–3         | 7–7 (50%)     | 71–66 (51.82%) |
| 3    | Croația       | 0–2           | 1–5         | 2–11 (15.38%) | 42–74 (36.21%) |

#### Canada vs. Croația
| · Canada · 2 | Perth 28 decembrie 2024 | Perth 28 decembrie 2024                                                    | · Croația · 1 |     |     |  |
| \| \| \| \| 1 \| 2 \| 3 \| \| \| - \| \| -------------------------------------------------------------------------- \| --- \| --- \| --- \| \| \| 1 \| \| Leylah Fernandez Donna Vekić \| 6 4 \| 6 3 \| \| \| \| 2 \| \| Félix Auger-Aliassime Borna Ćorić \| 6 0 \| 4 6 \| 4 6 \| \| \| 3 \| \| Leylah Fernandez / Félix Auger-Aliassime Lucija Ćirić Bagarić / Ivan Dodig \| 6 3 \| 6 4 \| \| \| |                         |                                                                            |               |     |     |  |
| |                         |                                                                            | 1             | 2   | 3   |  |
| 1 | Canada · Croația        | Leylah Fernandez Donna Vekić                                               | 6 4           | 6 3 |     |  |
| 2 | Canada · Croația        | Félix Auger-Aliassime Borna Ćorić                                          | 6 0           | 4 6 | 4 6 |  |
| 3 | Canada · Croația        | Leylah Fernandez / Félix Auger-Aliassime Lucija Ćirić Bagarić / Ivan Dodig | 6 3           | 6 4 |     |  |

#### Statele Unite vs. Canada
| · Statele Unite · 2 | Perth 29 decembrie 2024             | Perth 29 decembrie 2024                                            | · Canada · 1 |     |     |  |
| \| \| \| \| 1 \| 2 \| 3 \| \| \| - \| \| ------------------------------------------------------------------ \| ---- \| --- \| --- \| \| \| 1 \| \| Coco Gauff Leylah Fernandez \| 6 3 \| 6 2 \| \| \| \| 2 \| \| Taylor Fritz Félix Auger-Aliassime \| 6 4 \| 5 7 \| 3 6 \| \| \| 3 \| \| Coco Gauff / Taylor Fritz Leylah Fernandez / Félix Auger-Aliassime \| 7 62 \| 7 5 \| \| \| |                                     |                                                                    |              |     |     |  |
| |                                     |                                                                    | 1            | 2   | 3   |  |
| 1 | Statele Unite ale Americii · Canada | Coco Gauff Leylah Fernandez                                        | 6 3          | 6 2 |     |  |
| 2 | Statele Unite ale Americii · Canada | Taylor Fritz Félix Auger-Aliassime                                 | 6 4          | 5 7 | 3 6 |  |
| 3 | Statele Unite ale Americii · Canada | Coco Gauff / Taylor Fritz Leylah Fernandez / Félix Auger-Aliassime | 7 62         | 7 5 |     |  |

#### Statele Unite vs. Croația
| · Statele Unite · 3 | Perth 31 decembrie 2024              | Perth 31 decembrie 2024                               | · Croația · 0 |     |   |  |
| \| \| \| \| 1 \| 2 \| 3 \| \| \| - \| \| ----------------------------------------------------- \| --- \| --- \| - \| \| \| 1 \| \| Taylor Fritz Borna Ćorić \| 6 3 \| 6 2 \| \| \| \| 2 \| \| Coco Gauff Donna Vekić \| 6 4 \| 6 2 \| \| \| \| 3 \| \| Coco Gauff / Taylor Fritz Petra Marčinko / Ivan Dodig \| 6 2 \| 6 3 \| \| \| |                                      |                                                       |               |     |   |  |
| |                                      |                                                       | 1             | 2   | 3 |  |
| 1 | Statele Unite ale Americii · Croația | Taylor Fritz Borna Ćorić                              | 6 3           | 6 2 |   |  |
| 2 | Statele Unite ale Americii · Croația | Coco Gauff Donna Vekić                                | 6 4           | 6 2 |   |  |
| 3 | Statele Unite ale Americii · Croația | Coco Gauff / Taylor Fritz Petra Marčinko / Ivan Dodig | 6 2           | 6 3 |   |  |

### Grupa B
Oraș gazdă: Sydney
| Poz. | Țară     | Întâlniri C-P | Meciuri C-P | Seturi       | Jocuri         |
| ---- | -------- | ------------- | ----------- | ------------ | -------------- |
| 1    | Polonia  | 2–0           | 4–2         | 9–5 (64.29%) | 67–55 (54.92%) |
| 2    | Cehia    | 1–1           | 3–3         | 7–7 (50%)    | 73–70 (51.05%) |
| 3    | Norvegia | 0–2           | 2–4         | 5–9 (35.71%) | 53–68 (43.8%)  |

#### Republica Cehă vs. Norvegia
| · Cehia · 2 | Sydney 29 decembrie 2024 | Sydney 29 decembrie 2024                                          | · Norvegia · 1 |     |     |  |
| \| \| \| \| 1 \| 2 \| 3 \| \| \| - \| \| ----------------------------------------------------------------- \| ---- \| --- \| --- \| \| \| 1 \| \| Karolína Muchová Malene Helgø \| 6 2 \| 6 2 \| \| \| \| 2 \| \| Tomáš Macháč Casper Ruud \| 6 78 \| 7 5 \| 4 6 \| \| \| 3 \| \| Karolína Muchová / Tomáš Macháč Ulrikke Eikeri / Viktor Durasovic \| 6 4 \| 6 4 \| \| \| |                          |                                                                   |                |     |     |  |
| |                          |                                                                   | 1              | 2   | 3   |  |
| 1 | Cehia · Norvegia         | Karolína Muchová Malene Helgø                                     | 6 2            | 6 2 |     |  |
| 2 | Cehia · Norvegia         | Tomáš Macháč Casper Ruud                                          | 6 78           | 7 5 | 4 6 |  |
| 3 | Cehia · Norvegia         | Karolína Muchová / Tomáš Macháč Ulrikke Eikeri / Viktor Durasovic | 6 4            | 6 4 |     |  |

#### Polonia vs. Norvegia
| · Polonia · 2 | Sydney 30 decembrie 2024 | Sydney 30 decembrie 2024                                 | · Norvegia · 1 |     |          |  |
| \| \| \| \| 1 \| 2 \| 3 \| \| \| - \| \| -------------------------------------------------------- \| --- \| --- \| -------- \| \| \| 1 \| \| Iga Świątek Malene Helgø \| 6 1 \| 6 0 \| \| \| \| 2 \| \| Hubert Hurkacz Casper Ruud \| 5 7 \| 3 6 \| \| \| \| 3 \| \| Iga Świątek / Jan Zieliński Ulrikke Eikeri / Casper Ruud \| 6 3 \| 0 6 \| [10] [8] \| \| |                          |                                                          |                |     |          |  |
| |                          |                                                          | 1              | 2   | 3        |  |
| 1 | Polonia · Norvegia       | Iga Świątek Malene Helgø                                 | 6 1            | 6 0 |          |  |
| 2 | Polonia · Norvegia       | Hubert Hurkacz Casper Ruud                               | 5 7            | 3 6 |          |  |
| 3 | Polonia · Norvegia       | Iga Świątek / Jan Zieliński Ulrikke Eikeri / Casper Ruud | 6 3            | 0 6 | [10] [8] |  |

#### Polonia vs. Republica Cehă
| · Polonia · 2 | Sydney 1 ianuarie 2025 | Sydney 1 ianuarie 2025                                       | · Cehia · 1 |     |     |  |
| \| \| \| \| 1 \| 2 \| 3 \| \| \| - \| \| ------------------------------------------------------------ \| ---- \| --- \| --- \| \| \| 1 \| \| Hubert Hurkacz Tomáš Macháč \| 5 7 \| 6 3 \| 4 6 \| \| \| 2 \| \| Iga Świątek Karolína Muchová \| 6 3 \| 6 4 \| \| \| \| 3 \| \| Iga Świątek / Hubert Hurkacz Karolína Muchová / Tomáš Macháč \| 7 63 \| 6 3 \| \| \| |                        |                                                              |             |     |     |  |
| |                        |                                                              | 1           | 2   | 3   |  |
| 1 | Polonia · Cehia        | Hubert Hurkacz Tomáš Macháč                                  | 5 7         | 6 3 | 4 6 |  |
| 2 | Polonia · Cehia        | Iga Świątek Karolína Muchová                                 | 6 3         | 6 4 |     |  |
| 3 | Polonia · Cehia        | Iga Świątek / Hubert Hurkacz Karolína Muchová / Tomáš Macháč | 7 63        | 6 3 |     |  |

### Grupa C
Oraș gazdă: Perth
| Poz. | Țară      | Întâlniri C-P | Meciuri C-P | Seturi        | Jocuri         |
| ---- | --------- | ------------- | ----------- | ------------- | -------------- |
| 1    | Kazahstan | 2–0           | 5–1         | 10–4 (71.43%) | 61–57 (51.69%) |
| 2    | Grecia    | 1–1           | 2–4         | 5–10 (33.33%) | 30–34 (46.88%) |
| 3    | Spania    | 0–2           | 2–4         | 7–8 (46.67%)  | 64–59 (52.03%) |

#### Kazakhstan vs. Spania
| · Kazahstan · 2 | Perth 27 decembrie 2024 | Perth 27 decembrie 2024                                                            | · Spania · 1 |      |          |  |
| \| \| \| \| 1 \| 2 \| 3 \| \| \| - \| \| ---------------------------------------------------------------------------------- \| ---- \| ---- \| -------- \| \| \| 1 \| \| Alexander Shevchenko Pablo Carreño Busta \| 2 6 \| 1 6 \| \| \| \| 2 \| \| Elena Rîbakina Jéssica Bouzas Maneiro \| 6 2 \| 6 3 \| \| \| \| 3 \| \| Elena Rîbakina / Alexander Shevchenko Yvonne Cavallé Reimers / Pablo Carreño Busta \| 7 64 \| 62 7 \| [10] [7] \| \| |                         |                                                                                    |              |      |          |  |
| |                         |                                                                                    | 1            | 2    | 3        |  |
| 1 | Kazahstan · Spania      | Alexander Shevchenko Pablo Carreño Busta                                           | 2 6          | 1 6  |          |  |
| 2 | Kazahstan · Spania      | Elena Rîbakina Jéssica Bouzas Maneiro                                              | 6 2          | 6 3  |          |  |
| 3 | Kazahstan · Spania      | Elena Rîbakina / Alexander Shevchenko Yvonne Cavallé Reimers / Pablo Carreño Busta | 7 64         | 62 7 | [10] [7] |  |

#### Grecia vs. Spania
| · Grecia · 2 | Perth 28 decembrie 2024 | Perth 28 decembrie 2024                                                          | · Spania · 1 |     |          |  |
| \| \| \| \| 1 \| 2 \| 3 \| \| \| - \| \| -------------------------------------------------------------------------------- \| --- \| --- \| -------- \| \| \| 1 \| \| Maria Sakkari Jéssica Bouzas Maneiro \| 2 6 \| 1 6 \| \| \| \| 2 \| \| Stefanos Tsitsipas Pablo Carreño Busta \| 6 4 \| 4 6 \| 6 3 \| \| \| 3 \| \| Maria Sakkari / Stefanos Tsitsipas Yvonne Cavallé Reimers / Sergio Martos Gornés \| 4 6 \| 6 4 \| [10] [6] \| \| |                         |                                                                                  |              |     |          |  |
| |                         |                                                                                  | 1            | 2   | 3        |  |
| 1 | Grecia · Spania         | Maria Sakkari Jéssica Bouzas Maneiro                                             | 2 6          | 1 6 |          |  |
| 2 | Grecia · Spania         | Stefanos Tsitsipas Pablo Carreño Busta                                           | 6 4          | 4 6 | 6 3      |  |
| 3 | Grecia · Spania         | Maria Sakkari / Stefanos Tsitsipas Yvonne Cavallé Reimers / Sergio Martos Gornés | 4 6          | 6 4 | [10] [6] |  |

#### Grecia vs. Kazakhstan
| · Grecia · 0 | Perth 30 decembrie 2024 | Perth 30 decembrie 2024                                                          | · Kazahstan · 3 |      |          |  |
| \| \| \| \| 1 \| 2 \| 3 \| \| \| - \| \| -------------------------------------------------------------------------------- \| --- \| ---- \| -------- \| \| \| 1 \| \| Stefanos Tsitsipas Alexander Shevchenko \| 4 6 \| 60 7 \| \| \| \| 2 \| \| Maria Sakkari Elena Rîbakina \| 4 6 \| 3 6 \| \| \| \| 3 \| \| Despina Papamichail / Petros Tsitsipas Zhibek Kulambayeva / Aleksandr Nedovyesov \| 6 2 \| 3 6 \| [6] [10] \| \| |                         |                                                                                  |                 |      |          |  |
| |                         |                                                                                  | 1               | 2    | 3        |  |
| 1 | Grecia · Kazahstan      | Stefanos Tsitsipas Alexander Shevchenko                                          | 4 6             | 60 7 |          |  |
| 2 | Grecia · Kazahstan      | Maria Sakkari Elena Rîbakina                                                     | 4 6             | 3 6  |          |  |
| 3 | Grecia · Kazahstan      | Despina Papamichail / Petros Tsitsipas Zhibek Kulambayeva / Aleksandr Nedovyesov | 6 2             | 3 6  | [6] [10] |  |

### Grupa D
Oraș gazdă: Sydney
| Poz. | Țară    | Întâlniri C-P | Meciuri C-P | Seturi        | Jocuri         |
| ---- | ------- | ------------- | ----------- | ------------- | -------------- |
| 1    | Italia  | 3–0           | 6–0         | 12–1 (92.31%) | 78–44 (63.93%) |
| 2    | Elveția | 1–1           | 2–4         | 4–8 (33.33%)  | 52–61 (46.02%) |
| 3    | Franța  | 0–2           | 1–5         | 3–10 (23.08%) | 49–74 (39.84%) |

#### Franța vs. Elveția
| · Franța · 1 | Sydney 28 decembrie 2024 | Sydney 28 decembrie 2024                                                    | · Elveția · 2 |      |   |  |
| \| \| \| \| 1 \| 2 \| 3 \| \| \| - \| \| --------------------------------------------------------------------------- \| --- \| ---- \| - \| \| \| 1 \| \| Chloe Paquet Belinda Bencic \| 3 6 \| 1 6 \| \| \| \| 2 \| \| Ugo Humbert Dominic Stricker \| 6 3 \| 7 5 \| \| \| \| 3 \| \| Elixane Lechemia / Édouard Roger-Vasselin Belinda Bencic / Dominic Stricker \| 1 6 \| 64 7 \| \| \| |                          |                                                                             |               |      |   |  |
| |                          |                                                                             | 1             | 2    | 3 |  |
| 1 | Franța · Elveția         | Chloe Paquet Belinda Bencic                                                 | 3 6           | 1 6  |   |  |
| 2 | Franța · Elveția         | Ugo Humbert Dominic Stricker                                                | 6 3           | 7 5  |   |  |
| 3 | Franța · Elveția         | Elixane Lechemia / Édouard Roger-Vasselin Belinda Bencic / Dominic Stricker | 1 6           | 64 7 |   |  |

#### Italia vs. Elveția
| · Italia · 3 | Sydney 29 decembrie 2024 | Sydney 29 decembrie 2024                                         | · Elveția · 0 |      |   |  |
| \| \| \| \| 1 \| 2 \| 3 \| \| \| - \| \| ---------------------------------------------------------------- \| --- \| ---- \| - \| \| \| 1 \| \| Flavio Cobolli Dominic Stricker \| 6 3 \| 7 62 \| \| \| \| 2 \| \| Jasmine Paolini Belinda Bencic \| 6 1 \| 6 1 \| \| \| \| 3 \| \| Sara Errani / Andrea Vavassori Belinda Bencic / Dominic Stricker \| 6 4 \| 6 4 \| \| \| |                          |                                                                  |               |      |   |  |
| |                          |                                                                  | 1             | 2    | 3 |  |
| 1 | Italia · Elveția         | Flavio Cobolli Dominic Stricker                                  | 6 3           | 7 62 |   |  |
| 2 | Italia · Elveția         | Jasmine Paolini Belinda Bencic                                   | 6 1           | 6 1  |   |  |
| 3 | Italia · Elveția         | Sara Errani / Andrea Vavassori Belinda Bencic / Dominic Stricker | 6 4           | 6 4  |   |  |

#### Italia vs. Franța
| · Italia · 3 | Sydney 31 decembrie 2024 | Sydney 31 decembrie 2024                                                 | · Franța · 0 |        |     |  |
| \| \| \| \| 1 \| 2 \| 3 \| \| \| - \| \| ------------------------------------------------------------------------ \| --- \| ------ \| --- \| \| \| 1 \| \| Flavio Cobolli Ugo Humbert \| 3 6 \| 710 68 \| 6 2 \| \| \| 2 \| \| Jasmine Paolini Chloé Paquet \| 6 0 \| 6 2 \| \| \| \| 3 \| \| Sara Errani / Andrea Vavassori Elixane Lechemia / Édouard Roger-Vasselin \| 6 3 \| 7 63 \| \| \| |                          |                                                                          |              |        |     |  |
| |                          |                                                                          | 1            | 2      | 3   |  |
| 1 | Italia · Franța          | Flavio Cobolli Ugo Humbert                                               | 3 6          | 710 68 | 6 2 |  |
| 2 | Italia · Franța          | Jasmine Paolini Chloé Paquet                                             | 6 0          | 6 2    |     |  |
| 3 | Italia · Franța          | Sara Errani / Andrea Vavassori Elixane Lechemia / Édouard Roger-Vasselin | 6 3          | 7 63   |     |  |

### Grupa E
Oraș gazdă: Perth
| Poz. | Țară     | Întâlniri C-P | Meciuri C-P | Seturi        | Jocuri         |
| ---- | -------- | ------------- | ----------- | ------------- | -------------- |
| 1    | Germania | 2–0           | 5–1         | 11–4 (73.33%) | 75–62 (54.74%) |
| 2    | China    | 1–1           | 4–2         | 9–6 (60%)     | 74–65 (53.24%) |
| 3    | Brazilia | 0–2           | 0–6         | 2–12 (14.29%) | 59–81 (42.14%) |

#### China vs. Brazilia
| · China · 3 | Perth 27 decembrie 2024               | Perth 27 decembrie 2024                                   | · Brazilia · 0 |     |     |  |
| \| \| \| \| 1 \| 2 \| 3 \| \| \| - \| \| --------------------------------------------------------- \| --- \| --- \| --- \| \| \| 1 \| \| Gao Xinyu Beatriz Haddad Maia \| 5 7 \| 6 4 \| 7 5 \| \| \| 2 \| \| Zhang Zhizhen Thiago Monteiro \| 6 3 \| 6 0 \| \| \| \| 3 \| \| Zhang Shuai / Zhang Zhizhen Carolina Alves / Rafael Matos \| 6 4 \| 7 5 \| \| \| |                                       |                                                           |                |     |     |  |
| |                                       |                                                           | 1              | 2   | 3   |  |
| 1 | Republica Populară Chineză · Brazilia | Gao Xinyu Beatriz Haddad Maia                             | 5 7            | 6 4 | 7 5 |  |
| 2 | Republica Populară Chineză · Brazilia | Zhang Zhizhen Thiago Monteiro                             | 6 3            | 6 0 |     |  |
| 3 | Republica Populară Chineză · Brazilia | Zhang Shuai / Zhang Zhizhen Carolina Alves / Rafael Matos | 6 4            | 7 5 |     |  |

#### Germania vs. Brazilia
| · Germania · 3 | Perth 29 decembrie 2024 | Perth 29 decembrie 2024                                  | · Brazilia · 0 |     |     |  |
| \| \| \| \| 1 \| 2 \| 3 \| \| \| - \| \| -------------------------------------------------------- \| ------ \| --- \| --- \| \| \| 1 \| \| Laura Siegemund Beatriz Haddad Maia \| 6 3 \| 1 6 \| 6 4 \| \| \| 2 \| \| Alexander Zverev Thiago Monteiro \| 6 4 \| 6 4 \| \| \| \| 3 \| \| Laura Siegemund / Tim Pütz Carolina Alves / Rafael Matos \| 710 68 \| 6 4 \| \| \| |                         |                                                          |                |     |     |  |
| |                         |                                                          | 1              | 2   | 3   |  |
| 1 | Germania · Brazilia     | Laura Siegemund Beatriz Haddad Maia                      | 6 3            | 1 6 | 6 4 |  |
| 2 | Germania · Brazilia     | Alexander Zverev Thiago Monteiro                         | 6 4            | 6 4 |     |  |
| 3 | Germania · Brazilia     | Laura Siegemund / Tim Pütz Carolina Alves / Rafael Matos | 710 68         | 6 4 |     |  |

#### China vs. Germania
| · China · 1 | Perth 30 decembrie 2024               | Perth 30 decembrie 2024                                        | · Germania · 2 |      |     |  |
| \| \| \| \| 1 \| 2 \| 3 \| \| \| - \| \| -------------------------------------------------------------- \| --- \| ---- \| --- \| \| \| 1 \| \| Zhang Zhizhen Alexander Zverev \| 6 2 \| 0 6 \| 2 6 \| \| \| 2 \| \| Gao Xinyu Laura Siegemund \| 6 1 \| 3 6 \| 6 3 \| \| \| 3 \| \| Zhang Shuai / Zhang Zhizhen Laura Siegemund / Alexander Zverev \| 2 6 \| 63 7 \| \| \| |                                       |                                                                |                |      |     |  |
| |                                       |                                                                | 1              | 2    | 3   |  |
| 1 | Republica Populară Chineză · Germania | Zhang Zhizhen Alexander Zverev                                 | 6 2            | 0 6  | 2 6 |  |
| 2 | Republica Populară Chineză · Germania | Gao Xinyu Laura Siegemund                                      | 6 1            | 3 6  | 6 3 |  |
| 3 | Republica Populară Chineză · Germania | Zhang Shuai / Zhang Zhizhen Laura Siegemund / Alexander Zverev | 2 6            | 63 7 |     |  |

### Grupa F
Oraș gazdă: Sydney
| Poz. | Țară           | Întâlniri C-P | Meciuri C-P | Seturi       | Jocuri         |
| ---- | -------------- | ------------- | ----------- | ------------ | -------------- |
| 1    | Marea Britanie | 1–1           | 3–3         | 7–6 (53.85%) | 61–59 (50.83%) |
| 2    | Australia      | 1–1           | 3–3         | 6–6 (50%)    | 52–53 (49.52%) |
| 3    | Argentina      | 1–1           | 3–3         | 6–7 (46.15%) | 60–61 (49.59%) |

#### Australia vs. Argentina
| · Australia · 1 | Sydney 28 decembrie 2024 | Sydney 28 decembrie 2024                                                  | · Argentina · 2 |     |   |  |
| \| \| \| \| 1 \| 2 \| 3 \| \| \| - \| \| ------------------------------------------------------------------------- \| --- \| --- \| - \| \| \| 1 \| \| Olivia Gadecki Nadia Podoroska \| 2 6 \| 4 6 \| \| \| \| 2 \| \| Alex de Minaur Tomás Martín Etcheverry \| 6 1 \| 6 4 \| \| \| \| 3 \| \| Ellen Perez / Matthew Ebden María Lourdes Carlé / Tomás Martín Etcheverry \| 2 6 \| 4 6 \| \| \| |                          |                                                                           |                 |     |   |  |
| |                          |                                                                           | 1               | 2   | 3 |  |
| 1 | Australia · Argentina    | Olivia Gadecki Nadia Podoroska                                            | 2 6             | 4 6 |   |  |
| 2 | Australia · Argentina    | Alex de Minaur Tomás Martín Etcheverry                                    | 6 1             | 6 4 |   |  |
| 3 | Australia · Argentina    | Ellen Perez / Matthew Ebden María Lourdes Carlé / Tomás Martín Etcheverry | 2 6             | 4 6 |   |  |

#### Marea Britanie vs. Argentina
| · Marea Britanie · 2 | Sydney 30 decembrie 2024 | Sydney 30 decembrie 2024                                                | · Argentina · 1 |     |     |  |
| \| \| \| \| 1 \| 2 \| 3 \| \| \| - \| \| ----------------------------------------------------------------------- \| ---- \| --- \| --- \| \| \| 1 \| \| Katie Boulter Nadia Podoroska \| 6 2 \| 6 3 \| \| \| \| 2 \| \| Billy Harris Tomás Martín Etcheverry \| 6 3 \| 3 6 \| 2 6 \| \| \| 3 \| \| Katie Boulter / Charles Broom Nadia Podoroska / Tomás Martín Etcheverry \| 7 64 \| 7 5 \| \| \| |                          |                                                                         |                 |     |     |  |
| |                          |                                                                         | 1               | 2   | 3   |  |
| 1 | Regatul Unit · Argentina | Katie Boulter Nadia Podoroska                                           | 6 2             | 6 3 |     |  |
| 2 | Regatul Unit · Argentina | Billy Harris Tomás Martín Etcheverry                                    | 6 3             | 3 6 | 2 6 |  |
| 3 | Regatul Unit · Argentina | Katie Boulter / Charles Broom Nadia Podoroska / Tomás Martín Etcheverry | 7 64            | 7 5 |     |  |

#### Marea Britanie vs. Australia
| · Marea Britanie · 1 | Sydney 1 ianuarie 2025   | Sydney 1 ianuarie 2025                                          | · Australia · 2 |      |   |  |
| \| \| \| \| 1 \| 2 \| 3 \| \| \| - \| \| --------------------------------------------------------------- \| --- \| ---- \| - \| \| \| 1 \| \| Katie Boulter Olivia Gadecki \| 6 2 \| 6 1 \| \| \| \| 2 \| \| Billy Harris Alex de Minaur \| 2 6 \| 1 6 \| \| \| \| 3 \| \| Olivia Nicholls / Charles Broom Olivia Gadecki / Alex De Minaur \| 3 6 \| 63 7 \| \| \| |                          |                                                                 |                 |      |   |  |
| |                          |                                                                 | 1               | 2    | 3 |  |
| 1 | Regatul Unit · Australia | Katie Boulter Olivia Gadecki                                    | 6 2             | 6 1  |   |  |
| 2 | Regatul Unit · Australia | Billy Harris Alex de Minaur                                     | 2 6             | 1 6  |   |  |
| 3 | Regatul Unit · Australia | Olivia Nicholls / Charles Broom Olivia Gadecki / Alex De Minaur | 3 6             | 63 7 |   |  |

### Clasamentul echipelor clasate pe locul doi
Oraș gazdă: Perth
| Poz. | Țară   | Întâlniri | Meciuri | Seturi        | Game-uri       |
| ---- | ------ | --------- | ------- | ------------- | -------------- |
| 1    | China  | 1–1       | 4–2     | 9–6 (60%)     | 74–65 (53.24%) |
| 2    | Canada | 1–1       | 3–3     | 7–7 (50%)     | 71–66 (51.82%) |
| 3    | Grecia | 1–1       | 2–4     | 5–10 (33.33%) | 56–68 (45.16%) |

Oraș gazdă: Sydney
| Poz. | Țară      | Întâlniri | Meciuri | Seturi       | Game-uri       |
| ---- | --------- | --------- | ------- | ------------ | -------------- |
| 1    | Cehia     | 1–1       | 3–3     | 7–7 (50%)    | 73–70 (51.05%) |
| 2    | Australia | 1–1       | 3–3     | 6–6 (50%)    | 52–53 (49.52%) |
| 3    | Elveția   | 1–1       | 2–4     | 4–8 (33.33%) | 52–61 (46.02%) |

## Etapa eliminatorie
|  | Sferturi de finală | Sferturi de finală | Sferturi de finală |               |               | Semifinale    | Semifinale | Semifinale |  |  | Finală | Finală | Finală |  |
|  |                    |                    |                    |               |               |               |            |            |  |  |        |        |        |  |
|  | Kazahstan          | Kazahstan          | 2                  |               |               |               |            |            |  |  |        |        |        |  |
|  | Kazahstan          | Kazahstan          | 2                  |               |               |               |            |            |  |  |        |        |        |  |
|  | Germania           | Germania           | 1                  |               |               |               |            |            |  |  |        |        |        |  |
|  | Germania           | Germania           | 1                  |               | Kazahstan     | Kazahstan     | 0          |            |  |  |        |        |        |  |
|  |                    |                    |                    |               | Kazahstan     | Kazahstan     | 0          |            |  |  |        |        |        |  |
|  |                    |                    | Polonia            | Polonia       | 3             |               |            |            |  |  |        |        |        |  |
|  | Polonia            | Polonia            | Polonia            | Polonia       | 3             | 3             |            |            |  |  |        |        |        |  |
|  | Polonia            | Polonia            |                    |               |               |               |            |            |  |  |        |        |        |  |
|  | Marea Britanie     | Marea Britanie     | 0                  |               |               |               |            |            |  |  |        |        |        |  |
|  | Marea Britanie     | Marea Britanie     | 0                  |               | Polonia       | Polonia       | 0          |            |  |  |        |        |        |  |
|  |                    |                    |                    |               |               |               |            |            |  |  |        |        |        |  |
|  |                    |                    | Statele Unite      | Statele Unite | 2             |               |            |            |  |  |        |        |        |  |
|  | Statele Unite      | Statele Unite      | Statele Unite      | Statele Unite | 2             | 3             |            |            |  |  |        |        |        |  |
|  | Statele Unite      | Statele Unite      |                    |               |               |               |            |            |  |  |        |        |        |  |
|  | China              | China              | 0                  |               |               |               |            |            |  |  |        |        |        |  |
|  | China              | China              | 0                  |               | Statele Unite | Statele Unite | 3          |            |  |  |        |        |        |  |
|  |                    |                    |                    |               | Statele Unite | Statele Unite | 3          |            |  |  |        |        |        |  |
|  |                    |                    | Cehia              | Cehia         | 0             |               |            |            |  |  |        |        |        |  |
|  | Italia             | Italia             | Cehia              | Cehia         | 0             | 1             |            |            |  |  |        |        |        |  |
|  | Italia             | Italia             |                    |               |               |               |            |            |  |  |        |        |        |  |
|  | Cehia              | Cehia              | 2                  |               |               |               |            |            |  |  |        |        |        |  |

### Sferturi de finală

#### Kazakhstan vs. Germania
| · Kazahstan · 2 | Perth, RAC Arena 1 ianuarie 2025 | Perth, RAC Arena 1 ianuarie 2025                             | · Germania · 1 |     |     |  |
| \| \| \| \| 1 \| 2 \| 3 \| \| \| - \| \| ------------------------------------------------------------ \| ---- \| --- \| --- \| \| \| 1 \| \| Elena Rybakina Laura Siegemund \| 6 3 \| 6 1 \| \| \| \| 2 \| \| Alexander Shevchenko Daniel Masur \| 65 7 \| 6 2 \| 6 2 \| \| \| 3 \| \| Zhibek Kulambayeva / Dmitry Popko Laura Siegemund / Tim Pütz \| 2 6 \| 2 6 \| \| \| |                                  |                                                              |                |     |     |  |
| |                                  |                                                              | 1              | 2   | 3   |  |
| 1 | Kazahstan · Germania             | Elena Rybakina Laura Siegemund                               | 6 3            | 6 1 |     |  |
| 2 | Kazahstan · Germania             | Alexander Shevchenko Daniel Masur                            | 65 7           | 6 2 | 6 2 |  |
| 3 | Kazahstan · Germania             | Zhibek Kulambayeva / Dmitry Popko Laura Siegemund / Tim Pütz | 2 6            | 2 6 |     |  |

#### Statele Unite vs. China
| · Statele Unite · 3 | Perth, RAC Arena 1 ianuarie 2025                        | Perth, RAC Arena 1 ianuarie 2025                            | · China · 0 |      |          |  |
| \| \| \| \| 1 \| 2 \| 3 \| \| \| - \| \| ----------------------------------------------------------- \| ---- \| ---- \| -------- \| \| \| 1 \| \| Coco Gauff Zhang Shuai \| 7 64 \| 6 2 \| \| \| \| 2 \| \| Taylor Fritz Zhang Zhizhen \| 6 4 \| 6 4 \| \| \| \| 3 \| \| Desirae Krawczyk / Robert Galloway Zhang Shuai / Sun Fajing \| 6 3 \| 61 7 \| [10] [3] \| \| |                                                         |                                                             |             |      |          |  |
| |                                                         |                                                             | 1           | 2    | 3        |  |
| 1 | Statele Unite ale Americii · Republica Populară Chineză | Coco Gauff Zhang Shuai                                      | 7 64        | 6 2  |          |  |
| 2 | Statele Unite ale Americii · Republica Populară Chineză | Taylor Fritz Zhang Zhizhen                                  | 6 4         | 6 4  |          |  |
| 3 | Statele Unite ale Americii · Republica Populară Chineză | Desirae Krawczyk / Robert Galloway Zhang Shuai / Sun Fajing | 6 3         | 61 7 | [10] [3] |  |

#### Polonia vs. Marea Britanie
| · Polonia · 3 | Sydney, Ken Rosewall Arena 2 ianuarie 2025 | Sydney, Ken Rosewall Arena 2 ianuarie 2025                      | · Marea Britanie · 0 |      |     |  |
| \| \| \| \| 1 \| 2 \| 3 \| \| \| - \| \| --------------------------------------------------------------- \| ---- \| ---- \| --- \| \| \| 1 \| \| Hubert Hurkacz Billy Harris \| 7 63 \| 7 5 \| \| \| \| 2 \| \| Iga Świątek Katie Boulter \| 64 7 \| 6 1 \| 6 4 \| \| \| 3 \| \| Maja Chwalińska / Jan Zieliński Olivia Nicholls / Charles Broom \| 6 2 \| 7 63 \| \| \| |                                            |                                                                 |                      |      |     |  |
| |                                            |                                                                 | 1                    | 2    | 3   |  |
| 1 | Polonia · Regatul Unit                     | Hubert Hurkacz Billy Harris                                     | 7 63                 | 7 5  |     |  |
| 2 | Polonia · Regatul Unit                     | Iga Świątek Katie Boulter                                       | 64 7                 | 6 1  | 6 4 |  |
| 3 | Polonia · Regatul Unit                     | Maja Chwalińska / Jan Zieliński Olivia Nicholls / Charles Broom | 6 2                  | 7 63 |     |  |

#### Italia vs. Republica Cehă
| · Italia · 1 | Sydney, Ken Rosewall Arena 3 ianuarie 2025 | Sydney, Ken Rosewall Arena 3 ianuarie 2025                    | · Cehia · 2 |     |          |  |
| \| \| \| \| 1 \| 2 \| 3 \| \| \| - \| \| ------------------------------------------------------------- \| --- \| --- \| -------- \| \| \| 1 \| \| Jasmine Paolini Karolína Muchová \| 2 6 \| 2 6 \| \| \| \| 2 \| \| Flavio Cobolli Tomáš Macháč \| 1 6 \| 2 6 \| \| \| \| 3 \| \| Sara Errani / Andrea Vavassori Gabriela Knutson / Patrik Rikl \| 7 5 \| 3 6 \| [10] [4] \| \| |                                            |                                                               |             |     |          |  |
| |                                            |                                                               | 1           | 2   | 3        |  |
| 1 | Italia · Cehia                             | Jasmine Paolini Karolína Muchová                              | 2 6         | 2 6 |          |  |
| 2 | Italia · Cehia                             | Flavio Cobolli Tomáš Macháč                                   | 1 6         | 2 6 |          |  |
| 3 | Italia · Cehia                             | Sara Errani / Andrea Vavassori Gabriela Knutson / Patrik Rikl | 7 5         | 3 6 | [10] [4] |  |

### Semifinale

#### Kazakhstan vs. Polonia
| · Kazahstan · 0 | Sydney, Ken Rosewall Arena 4 ianuarie 2025 | Sydney, Ken Rosewall Arena 4 ianuarie 2025                                | · Polonia · 3 |     |   |  |
| \| \| \| \| 1 \| 2 \| 3 \| \| \| - \| \| ------------------------------------------------------------------------- \| ---- \| --- \| - \| \| \| 1 \| \| Alexander Shevchenko Hubert Hurkacz \| 3 6 \| 2 6 \| \| \| \| 2 \| \| Elena Rîbakina Iga Świątek \| 65 7 \| 4 6 \| \| \| \| 3 \| \| Zhibek Kulambayeva / Alexander Shevchenko Maja Chwalińska / Jan Zieliński \| 4 6 \| 1 6 \| \| \| |                                            |                                                                           |               |     |   |  |
| |                                            |                                                                           | 1             | 2   | 3 |  |
| 1 | Kazahstan · Polonia                        | Alexander Shevchenko Hubert Hurkacz                                       | 3 6           | 2 6 |   |  |
| 2 | Kazahstan · Polonia                        | Elena Rîbakina Iga Świątek                                                | 65 7          | 4 6 |   |  |
| 3 | Kazahstan · Polonia                        | Zhibek Kulambayeva / Alexander Shevchenko Maja Chwalińska / Jan Zieliński | 4 6           | 1 6 |   |  |

#### Statele Unite vs. Republica Cehă
| · Statele Unite · 3 | Sydney, Ken Rosewall Arena 4 ianuarie 2025 | Sydney, Ken Rosewall Arena 4 ianuarie 2025                    | · Cehia · 0 |     |   |        |
| \| \| \| \| 1 \| 2 \| 3 \| \| \| - \| \| ------------------------------------------------------------- \| ---- \| --- \| - \| ------ \| \| 1 \| \| Coco Gauff Karolína Muchová \| 6 1 \| 6 4 \| \| \| \| 2 \| \| Taylor Fritz Tomáš Macháč \| 64 7 \| 6 5 \| \| retras \| \| 3 \| \| Desirae Krawczyk / Denis Kudla Gabriela Knutson / Patrik Rikl \| 7 5 \| 6 0 \| \| \| |                                            |                                                               |             |     |   |        |
| |                                            |                                                               | 1           | 2   | 3 |        |
| 1 | Statele Unite ale Americii · Cehia         | Coco Gauff Karolína Muchová                                   | 6 1         | 6 4 |   |        |
| 2 | Statele Unite ale Americii · Cehia         | Taylor Fritz Tomáš Macháč                                     | 64 7        | 6 5 |   | retras |
| 3 | Statele Unite ale Americii · Cehia         | Desirae Krawczyk / Denis Kudla Gabriela Knutson / Patrik Rikl | 7 5         | 6 0 |   |        |

### Finală

#### Polonia vs. Statele Unite
| · Polonia · 0 | Sydney, Ken Rosewall Arena 5 ianuarie 2025 | Sydney, Ken Rosewall Arena 5 ianuarie 2025             | · Statele Unite · 2 |     |      |              |
| \| \| \| \| 1 \| 2 \| 3 \| \| \| - \| \| ------------------------------------------------------ \| --- \| --- \| ---- \| ------------ \| \| 1 \| \| Iga Świątek Coco Gauff \| 4 6 \| 4 6 \| \| \| \| 2 \| \| Hubert Hurkacz Taylor Fritz \| 4 6 \| 7 5 \| 64 7 \| \| \| 3 \| \| Iga Świątek / Hubert Hurkacz Coco Gauff / Taylor Fritz \| \| \| \| nu s-a jucat \| |                                            |                                                        |                     |     |      |              |
| |                                            |                                                        | 1                   | 2   | 3    |              |
| 1 | Polonia · Statele Unite ale Americii       | Iga Świątek Coco Gauff                                 | 4 6                 | 4 6 |      |              |
| 2 | Polonia · Statele Unite ale Americii       | Hubert Hurkacz Taylor Fritz                            | 4 6                 | 7 5 | 64 7 |              |
| 3 | Polonia · Statele Unite ale Americii       | Iga Świątek / Hubert Hurkacz Coco Gauff / Taylor Fritz |                     |     |      | nu s-a jucat |